# Teatro San Bartolomeo
Teatro San Bartolomeo byla budova opery v Neapoli. Do otevření divadla Teatro San Carlo (1737) bylo hlavním divadlem města Neapol.

## Historie divadla
Byla postaveno v roce 1620 v blízkosti kostela San Bartolomeo patřícího Nemocnici pro nevyléčitelně nemocné (l'Ospedale degli Incurabili). Divadlo uvedlo v Neapoli první velká hudební díla. Zpočátku to byly zejména skladby Monteverdiho a dalších skladatelů severní Itálie. Teprve v roce 1655 bylo uvedeno první dílo neapolského skladatele. Byla to opera La fedeltà trionfante skladatele Giuseppe Alfiera. Ve větším rozsahu začala být uváděna díla neapolských skladatelů a libretistů až po roce 1684. Zásluhu na tom měl zejména Andrea Perrucci (1651–1704), básník a libretista divadla.
V roce 1681 bylo divadlo zničeno požárem, ale o dva roky později bylo znovu otevřeno. V roce 1733 byla provedena první komická opera: Služka paní (La serva padrona) Giovanni Battisty Pergolesiho na libreto Gennara Antonia Federica, která se stala první operou žánru opera buffa.
S otevřením divadla San Carlo v roce 1737 ztratilo Teatro San Bartolomeo své výsadní postavení ve městě. Ukončilo svou činnost a budova byla přeměněna na kostel. 23. listopadu 1980 postihlo jižní Itálii zemětřesení o síle 7,2 stupně Richterovy stupnice. Zahynulo při něm 2914 osob a nejvíce postižena byla Neapol a její okolí. Kostel byl vážně poškozen a znovu byl otevřen až v prosinci 2014. V současnosti je místem pro různé kulturní aktivity.

## Premiéry v divadle San Bartolomeo (výběr)
- La fedeltà trionfante, hudba Giuseppe Alfiero (1635)
- L'Armida, hudba Benedetto Ferrari (1639)
- La Delia, o sia La sera sposa del sole, hudba Mannelli (1639)
- Il pastor regio, hudba Ferrari (1640)
- La ninfa avara, hudba Ferrari (1641)
- Gli amori skladatel Giasone e d'Isifile, hudba Marco Marazzoli (1642)
- Narciso et Ecco immortalati, hudba Filippo Vitali (1642)
- Il principe giardiniero, hudba Ferrari (1643)
- L'Ulisse errante, hudba Francesco Sacrati (1644)
- Alessandro vincitor skladatel se stesso, hudba Antonio Cesti (1651)
- Il Cesare amante (La Cleopatra), hudba Cesti (1651)
- Il Ciro, hudba Francesco Provenzale (1653)
- L'Edmiro creduto Uranio, hudba Giuseppe Tricarico (1670)
- Caligula delirante, hudba Filippo Acciaiuoli (1673)
- Marcello in Siracusa, hudba Pietro Andrea Ziani (1673)
- Chi tal nasce tal vive, o vero l'Alessandro Bala, hudba Pietro Andrea Ziani (1678)
- Il Pompeo, hudba Alessandro Scarlatti a Giovanni Francesco Grossi (1680)
- Il Pirro e il Demetrio, hudba Alessandro Scarlatti (1694)
- Bassiano, ovvero il maggior impossibile, hudba Alessandro Scarlatti (1694)
- Massimo Puppieno, hudba Alessandro Scarlatti (1695)
- Le nozze con l'inimico, overo l'Analinda, hudba Alessandro Scarlatti (1695)
- Il trionfo skladatel Camilla regina de Volsci, hudba Giovanni Bononcini (1696)
- Comodo Antonino, hudba Alessandro Scarlatti (1696)
- Penelope la casta, hudba Alessandro Scarlatti (?1696)
- Didone delirante, hudba Alessandro Scarlatti (1696)
- Aiace, hudba Francesco Gasparini (1697)
- L'Emireno, overo il consiglio dell'ombra, hudba Alessandro Scarlatti (1697)
- La caduta de Decemviri, hudba Alessandro Scarlatti (1697)
- Tito Manlio, hudba Luigi Mancia (1698)
- La donna è ancora fedele, hudba Alessandro Scarlatti (1698)
- Il prigionier fortunato, hudba Alessandro Scarlatti (1698)
- Armida, hudba anonimo (1698)
- Partenope, hudba Luigi Mancia (1699)
- Cesare in Alessandria, hudba Giuseppe Aldrovandini (1699)
- L'Eraclea, hudba Alessandro Scarlatti (1700)
- Odoardo, hudba Alessandro Scarlatti (1700)
- Laodicea e Berenice, hudba Alessandro Scarlatti (1701)
- Ariovisto, hudba Francesco Mancini (1702)
- Silla, hudba Francesco Mancini (1703)
- La costanza nell'honore, hudba Francesco Mancini (1704)
- L'odio e l'amore, hudba Antonio Vincenzo Aldrovandini (1704)
- Gli amanti generosi, hudba Francesco Mancini (1705)
- L'incoronazione skladatel Dario, hudba Antonio Vincenzo Aldrovandini (1705)
- La serva favorita, hudba Francesco Mancini (1705)
- Il più fedel tra vassalli, hudba Antonio Vincenzo Aldrovandini (1705)
- Alessandro il grande in Sidone, hudba Francesco Mancini (1706)
- Le gare generose tra Pompeo e Cesare, hudba Domenico Natale Sarro (1706)
- Artaserse, hudba Francesco Mancini (1708)
- Il Maurizio, hudba Antonio Orefice (1708)
- Bellina e Lenno, hudba Antonio Orefice (1708)
- Astarto, hudba Nicola Fago (1709)
- Amore volubile e tiranno, hudba Alessandro Scarlatti (1709)
- Mario fuggitivo, hudba Francesco Mancini (1710)
- La principessa fedele, hudba Alessandro Scarlatti (1710)
- La fede riconosciuta, hudba Alessandro Scarlatti (1710)
- La pastorella al soglio, hudba Antonio Orefice (1710)
- Velasco e Drusilla, hudba Antonio Orefice (1710)
- Abdolomino, hudba Giovanni Bononcini a Francesco Mancini (1711)
- Flavio Anicio Olibrio, hudba Nicola Porpora (1711)
- Selim re d'Ormuz, hudba Francesco Mancini (1712)
- La vittoria dell'amor coniugale, hudba Carmine Giordani (1712)
- Caligola delirante, hudba Antonio Orefice (1713)
- Agrippina, hudba Francesco Mancini (1713)
- L'amor tirannico ossia Zenobia, hudba Francesco Feo (1713)
- Il gran Mogol, hudba Francesco Mancini (1713)
- La Caligula delirante, hudba Antonio Orefice (1713)
- Il Pisistrato, hudba Leonardo Leo (1714)
- Il Vincislao, hudba Francesco Mancini (1714)
- Carlo, re d'Alemagna, hudba Alessandro Scarlatti (1716?)
- Ciro, hudba Domenico Natale Sarro (1716)
- I veri amici, hudba Antonio Maria Bononcini (1715)
- Il gran Cid, hudba Francesco Gasparini (1717)
- Lucio Papirio, hudba Giuseppe Maria Orlandini (1717)
- Le fede ne tradimenti, hudba Domenico Natale Sarro (1718)
- Armida al campo, hudba Domenico Natale Sarro (1718)
- Arsace, hudba Domenico Natale Sarro (1718)
- Alessandro Severo Domenico Natale Sarro (1719)
- Faramondo, hudba Nicola Porpora (1719)
- Cambise, hudba Alessandro Scarlatti (1719)
- Ginevra principessa skladatel Scozia, hudba Domenico Natale Sarro (1720)
- Teuzzone, hudba Francesco Feo (1720)
- La fortezza al cimento, hudba Francesco Mancini (1721)
- Endimione, hudba Antonio Maria Bononcini (1721)
- Arianna e Teseo, hudba Leonardo Leo (1721)
- Publio Cornelio Scipione, hudba Leonardo Vinci (1722)
- Bacocco e Ermosilla, hudba Leonardo Vinci (1722) (intermezzo)
- Partenope, hudba Domenico Natale Sarro (1722)
- Lucio Vero, hudba Domenico Natale Sarro (1722)
- Il Trajano, hudba Francesco Mancini (1723)
- Siface, re skladatel Numidia, hudba Francesco Feo (1723)
- Amare per regnare, hudba Nicola Porpora (1723)
- Turno Aricino, hudba Leonardo Leo (1724)
- Eraclea, hudba Leonardo Vinci (1724)
- L'Eraclio, hudba Giuseppe de Bottis (1724)
- Didone abbandonata, hudba Domenico Natale Sarro (1724)
- L'impresario delle isole Canarie, hudba Domenico Natale Sarro (1724)
- Astianatte, hudba Leonardo Vinci (1725)
- Zenobia in Palmira, hudba Leonardo Leo (1725)
- Amore e fortuna, hudba Giovanni Porta (1725)
- La Lucinda fedele, hudba Giovanni Porta (1726)
- Il Sesostrate, hudba Johann Adolf Hasse (1726)
- Miride e Damari, hudba Johann Adolf Hasse (1726)
- L'Astarto, hudba Johann Adolf Hasse (1726)
- Larinda e Vanesio, hudba Johann Adolf Hasse (1726)
- L'ernelinda, hudba Leonardo Vinci (1726)
- Gerone tiranno skladatel Siracusa, hudba Johann Adolf Hasse (1727)
- Moschetta e Grullo, hudba Domenico Natale Sarro (1727) (intermezzo)
- Grilletta e Porsugnacco Johann Adolf Hasse (1727) (intermezzo)
- La caduta de Decemviri, hudba Leonardo Vinci (1727)
- L'Oronta, hudba Francesco Mancini (1728)
- Flavio Anicio Olibrio, hudba Leonardo Vinci (1728)
- Clitarco, o sia il più fedel tra gli amici, hudba Pietro Filippo Scarlatti (1728)
- Attalo, re skladatel Bitinia, hudba Johann Adolf Hasse (1728)
- Carlotta e Pantaleone, hudba Johann Adolf Hasse (1728)
- Scintilla e Don Tabarano o la Contadina, hudba Johann Adolf Hasse (1728)
- L'Ulderica, hudba Johann Adolf Hasse (1729)
- La serva scaltra o Dorilla e Balanzone, hudba Johann Adolf Hasse (1729)
- Merlina e Galoppo, hudba Johann Adolf Hasse (1729)
- Il Tamese, hudba Francesco Feo (1729)
- Tigrane, hudba Johann Adolf Hasse (1729)
- Dorilla e Balanzone, hudba Johann Adolf Hasse (1729)
- Ezio, hudba Johann Adolf Hasse (1730)
- Lucilla e Pandolfo, hudba Johann Adolf Hasse (1730)
- La furbo e lo sciocco, hudba Domenico Natale Sarro (1731)(intermezzo)
- Artemisia, hudba Domenico Natale Sarro (1731)
- Semiramide riconosciuta, hudba Francesco Araja (1731)
- Alessandro nelle Indie Francesco Mancini (1732)
- Salustia, hudba Giovanni Battista Pergolesi (1732)
- Nibbio e Nerina, hudba Giovanni Battista Pergolesi (1732)
- Issipile, hudba Johann Adolf Hasse (1732)
- Il Demetrio, hudba Leonardo Leo (1732)
- Nitocri, regina d'Egitto, hudba Leonardo Leo (1733)
- Il prigioniero superbo, hudba Giovanni Battista Pergolesi (1733)
- La serva padrona, hudba Giovanni Battista Pergolesi (1733)
- Caio Marzio Coriolano, hudba Nicola Conti (1734)
- L'umiltà esaltata, hudba Tomaso Albinoni (1734)
- Il castello d'Atlante, hudba Leonardo Leo (1734)
- Adriano in Siria, hudba Giovanni Battista Pergolesi (1734)
- Livietta e Tracollo (La contadina astuta), hudba Giovanni Battista Pergolesi (1734)
- Cajo Marzio Coriolano, hudba Nicola Conti (1734)
- Demofoonte, hudba Leonardo Leo (1735)
- Emira, hudba Leonardo Leo (1735)
- Lucio Papirio, hudba Leonardo Leo (1735)
- Drusilla e Strabone, hudba Giuseppe Sellitto (1735)
- Farnace, hudba Leonardo Leo (1736)